# Meinhard von Schomberg
Meinhard von Schomberg, III duca di Schomberg,  I duca di Leinster, II conte di Mértola, KG (Colonia, 30 giugno 1641 – Hillingdon, 16 luglio 1719), era un generale al servizio di Guglielmo, principe d'Orange e statolder d'Olanda, e successivamente re d'Inghilterra. Combatté nella guerra d'Olanda, giocando poi un ruolo cruciale nella battaglia del Boyne nel luglio 1690 durante la guerra guglielmita in Irlanda ed infine comandò le truppe britanniche schierate in Portogallo durante la guerra di successione spagnola..

## Vita
Nacque come figlio di Frederick Schomberg, I duca di Schomberg, di ascendenza ugonotta, e di sua cugina Johanna Elisabeth von Schönberg. Meinhardt von Schomberg si unì al padre al servizio della brigata di spedizione inglese in Portogallo e prestò servizio come tenente colonnello e poi come colonnello. Si stabilì poi a La Rochelle con il padre e divenne suddito francese. Raggiunse il grado di brigadiere e, in seguito, maresciallo di campo (maggiore generale), durante la guerra franco-olandese nel 1678. Combatté sotto il comando di François de Créquy  nella battaglia di Kochersburg nell'ottobre 1677, nella battaglia di Friburgo in Brisgovia il 14 novembre 1677, nella battaglia di Rheinfelden nel luglio 1678 e nella battaglia di Kinzing nello stesso mese, prima di passare al servizio di Federico Guglielmo, elettore di Brandeburgo come generale di cavalleria.
Si recò in Inghilterra nella primavera del 1689 e fu creato colonnello del Lord Cavendish's Regiment of Horse il 10 aprile 1690 e affidato l'incarico di generale a cavallo il 19 aprile 1690.
Prestò servizio al comando del padre nella guerra guglielmita in Irlanda, combattendo contro l'esercito irlandese giacobita. Suo padre era secondo al comando dell'esercito di Guglielmo alla battaglia del Boyne nel luglio 1690. Nel frattempo, Meinhardt comandava l'ala destra di quello stesso esercito e guidò l'attraversamento cruciale del fiume Boyne a Roughgrange vicino a Rosnaree sul fianco dei giacobiti, il punto di svolta nello scontro, nonostante una valorosa difesa di sir Neil O'Neill. Schomberg allora si impegnò nell'inseguimento delle truppe in ritirata verso Duleek: non ci furono vittime fra i soldati del suo reggimento. l padre di Schomberg morì durante le ultime fasi della battaglia che portò a una decisiva vittoria gugliemita.
Meinhard von Schomberg fu creato duca di Leinster per la parte avuta nella battaglia del 30 giugno 1690 e, dopo aver preso parte all'abortito assedio di Limerick nell'agosto 1690, divenne suddito britannico per naturalizzazione con atto del Parlamento il 25 aprile 1691. Dal maggio 1691 è stato nominato anche Commander-in-Chief of the Forces durante i viaggi del re nelle Fiandre. Nella primavera del 1693 Schomberg fu posto al comando della mancata invasione di Saint-Malo e nell'ottobre 1693 ereditò il titolo di duca di Schomberg a seguito della morte del fratello maggiore Karl nella battaglia della Marsaglia. Nel 1698 si trasferì a Schomberg House, una nuova magione commissionata appositamente per lui sul lato sud di Pall Mall a Londra.
Nel 1703, fu creato cavaliere della Giarrettiera e la regina Anna lo nominò comandante in capo delle forze britanniche spedite in Portogallo per la guerra di successione spagnola. Una volta in Portogallo Schomberg fu inefficace, semplicemente permettendo al generale spagnolo Tserclaes de Tilly di passare incontrastato. Inoltre, Schomberg aveva un carattere terribile che suscitò un disgusto universale: né il re Pietro II del Portogallo, né Carlo, pretendente al trono di Spagna, erano disposti ad accettare il suo comportamento turbolento e fu mandato a casa in disgrazia.
Meinhard von Schomberg si interessò di questioni navali e registrò un brevetto relativo all'ispezione della pesca dei relitti.. Commissionò la costruzione di Hillingdon House nel 1717 come sua residenza di caccia e vi morì il 16 luglio 1719. Non aveva eredi maschi superstiti, quindi tutti i suoi titoli ad eccezione di quello di conte di Mértola si estinsero.
La città di Schomberg, in Ontario, fu ribattezzata per commemorare il III duca di Schomberg nel 1862.

## Famiglia

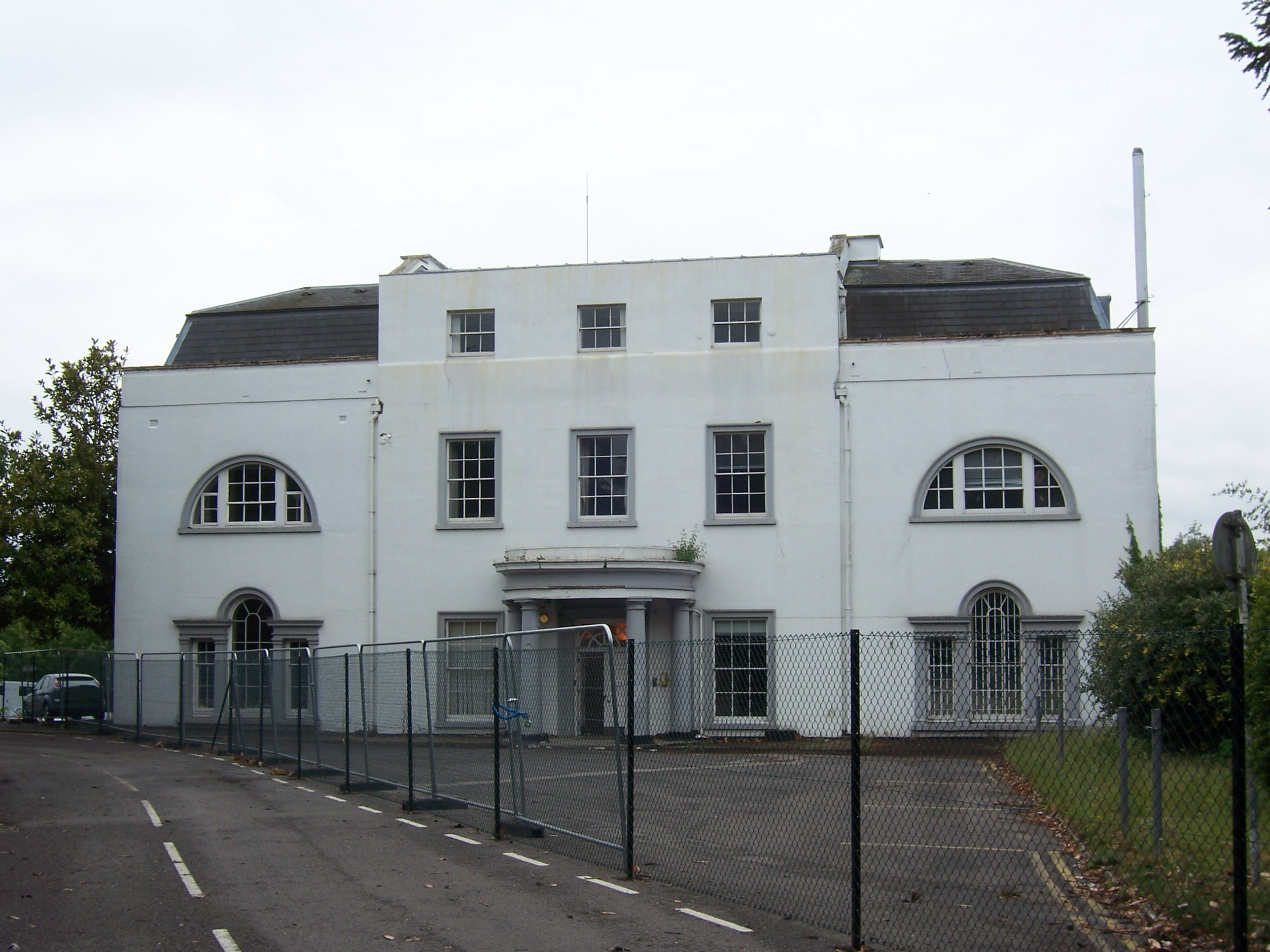
Hillingdon House costruita nel 1717

Il 3 agosto 1667 Schomberg sposò dapprima la piemontese Barbara Luisa Rizzi: la coppia non ebbe figli. 
Il 4 gennaio 1682 Schomberg sposò poi la raugravina Karoline Elisabeth figlia del principe elettore Carlo I Luigi del Palatinato e della moglie morganatica Marie Luise von Degenfeld. La coppia ebbe i seguenti figli:
- Charles Louis von Schomberg, marchese di Harwich (15 dicembre 1683 - 14 ottobre 1713), morì di turbecolosi.[13]
- Lady Caroline Schomberg (1686 – 18 giugno 1710)
- Lady Frederica Schomberg (c. 1688–1751)

⚭ Robert Darcy, III conte di Holderness
⚭ Benjamin Mildmay, I conte FitzWalter
- Lady Mary Schomberg (bat. 16 marzo 1692; 29 aprile 1762)

⚭ Christoph Martin von Degenfeld-Schonburg (1689–1762)
Secondo Elisabetta Carlotta del Palatinato, la coppia ha avuto almeno otto figli. Scrive alla sorellastra, la raugravina Luise del Palatinato, circa la loro sorellastra e sorella Karoline, il 3 luglio 1694: “Sono scioccata quando penso che Caroline [...] ha già avuto 8 figli; […]"